# Michael Rosbash
Michael Rosbash (n. 7 martie 1944, Kansas City, Missouri, SUA) este un genetician american.